# Spacer's Toulouse Volley
O Spacer's Toulouse Volley é um clube de voleibol francês fundado em 1994 com sede em Toulouse, no departamento de Alto Garona. Atualmente o clube disputa a Ligue A, a primeira divisão do campeonato francês.

## Histórico
Após várias décadas de rivalidade saudável em um cenário de supremacia regional, as seções de voleibol do Toulouse University Club (TUC) e do Toulouse Olympique Aérospatiale Club (TOAC) decidiram em 1994 se unir e unir seus recursos e habilidades. Em 1996, a equipe profissional assumiu o nome de Spacer's Toulouse Volley. Em 2005 foi campeão da Ligue B – segunda divisão francesa, sendo o primeiro título do clube.
Em 2012, o clube adotou o nome Spacer's Toulouse Volley. Em 2013, conquistou o vice-campeonato da Copa da França ao perder a final pro Tours Volley-Ball por 3 sets a 1; sendo a melhor marca do clube na história da competição. Na temporada 2016–17 foi vice-campeão da Ligue A – primeira divisão francesa, após perder a final para o Chaumont Volley-Ball 52 por 3 sets a 0.

## Títulos

### Campeonatos nacionais
Campeonato Francês
- Vice-campeão: 2016–17

 Copa da França
- Vice-campeão: 2012–13

 Campeonato Francês - Ligue B
- Campeão: 2004–05
- Vice-campeão: 1995–96

## Elenco atual
Atletas selecionados para disputar a temporada 2022–23.
| Camisa                  | Nome                  | Altura (m) | Posição    |
| ----------------------- | --------------------- | ---------- | ---------- |
| 1                       | Ugo Quinquis          | 1,89       | Levantador |
| 2                       | Paul d'Hollander      | 1,92       | Levantador |
| 5                       | Antoine Pothron       | 1,98       | Ponteiro   |
| 7                       | Maximiliano Chirivino | 1,78       | Levantador |
| 8                       | Thierry Jaguszewski   | 1,86       | Ponteiro   |
| 9                       | Daniel Cagliari       | 2,00       | Oposto     |
| 10                      | Luiz Henrique Sene    | 2,04       | Central    |
| 11                      | Quentin Fabrowski     | 1,97       | Central    |
| 13                      | Deivid Mota           | 1,99       | Ponteiro   |
| 14                      | Djamel Abboub         | 1,9        | Ponteiro   |
| 15                      | Lohan Nack-Minyem     | 1,99       | Central    |
| 17                      | Titouan Assani-Vignau | 1,94       | Oposto     |
| 18                      | Facundo Santucci      | 1,86       | Líbero     |
| 19                      | Nikolay Kartev        | 2,04       | Central    |
| 21                      | Thomas Heptinstall    | 2,06       | Oposto     |
| Técnico: Patrick Duflos |                       |            |            |